# Щедрін Семен Федорович
Семен Федорович Щедри́н (6 (17) квітня 1745, Санкт-Петербург — 1 (13) вересня 1804, Санкт-Петербург) — російський художник.

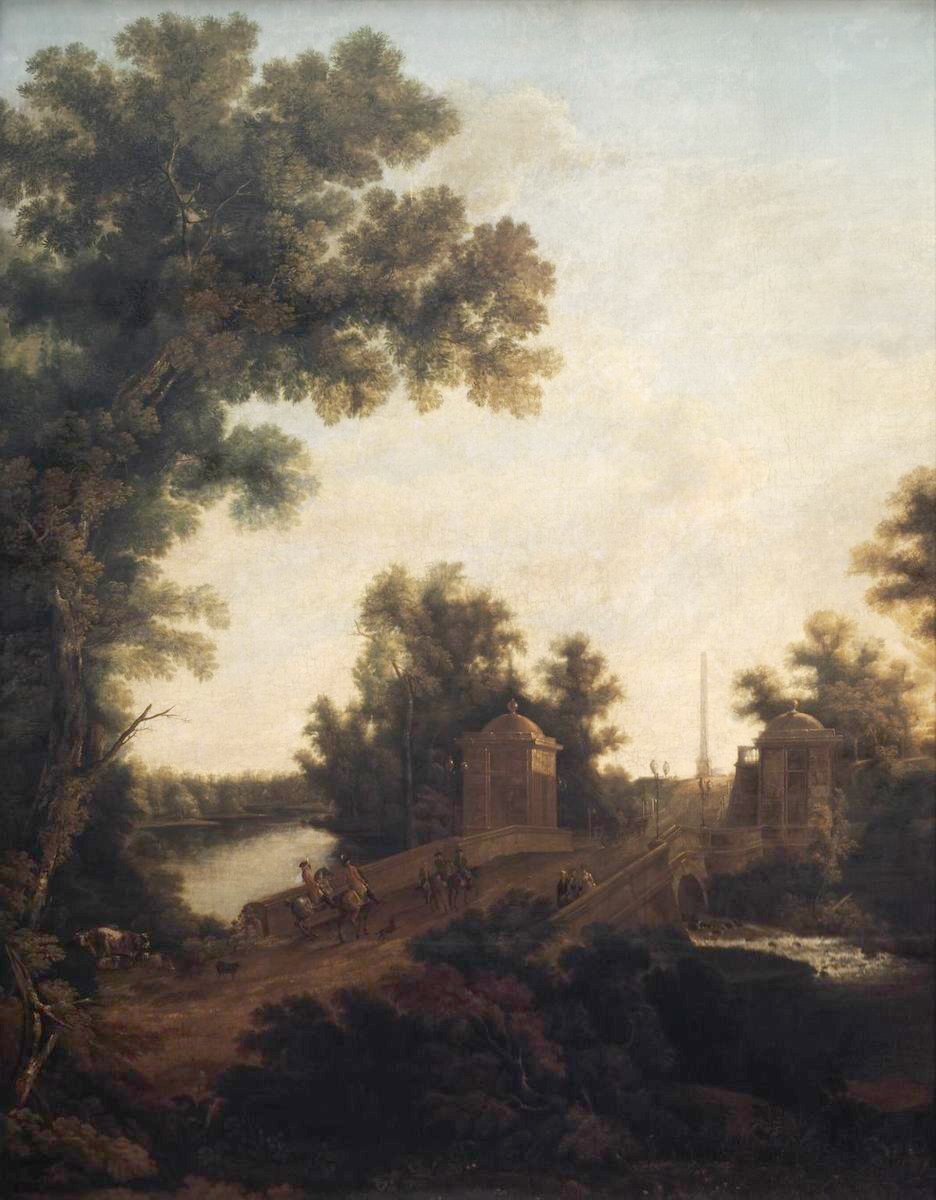
Кам'яний мостик в Гатчині

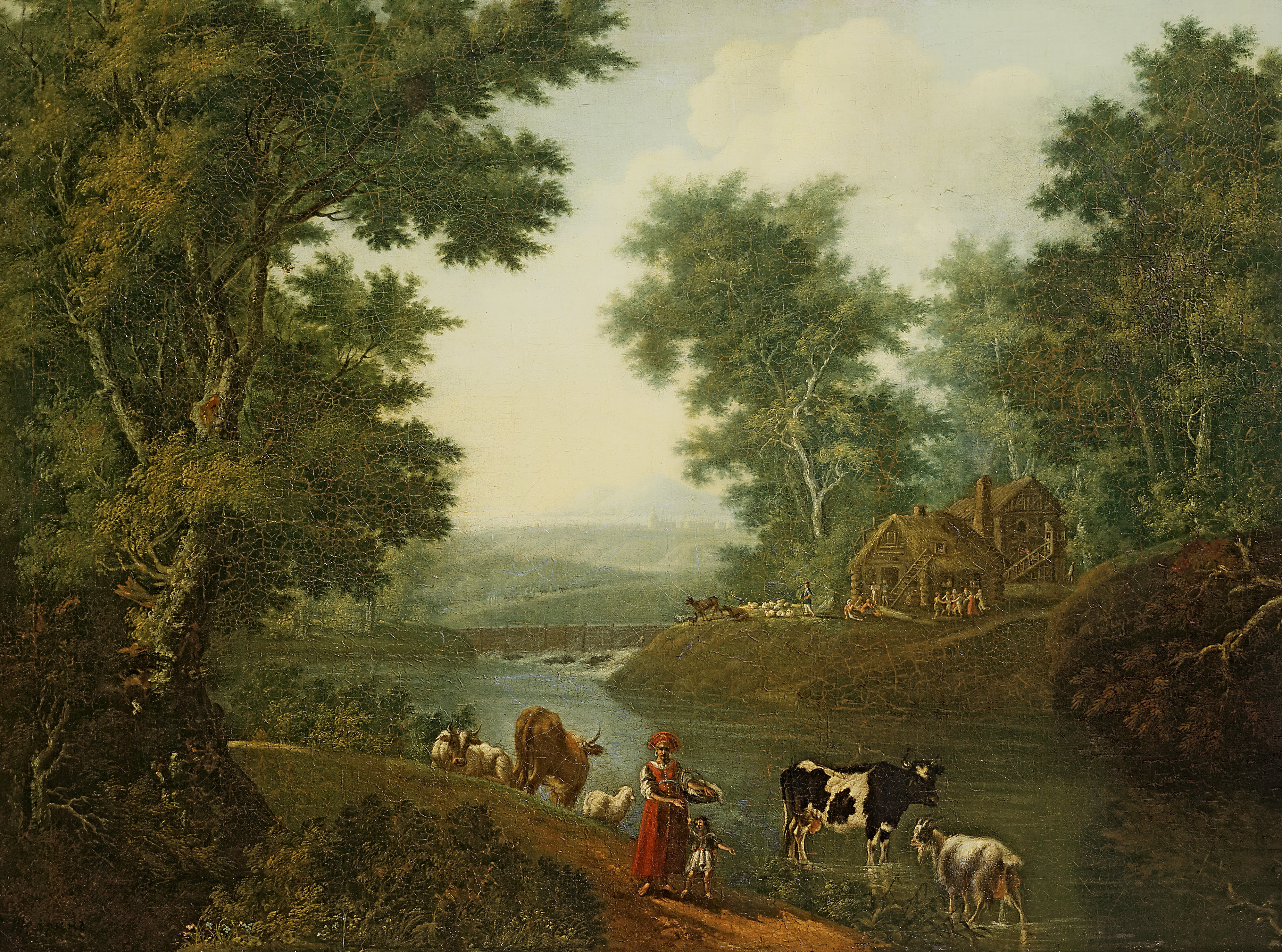
Вид Петербурзьких околиць

Син солдата лейб-гвардійського Преображенського полку. У 1759 вступив до Санкт-Петербурзької Академії Мистецтв і в 1765 закінчив її із золотою медаллю і запрошенням продовжити навчання закордоном. Щедрин вирішує поїхати в Париж, а потім у Рим. У Парижі він вивчав роботи старих і сучасних художників. Під впливом епохи Просвітництва, ідеї існування краси не тільки в класичних напрямках мистецтва, але так само і в повсякденному житті і природі, Щедрин працював більше на пленері, іншими словами живопис на природі. У Римі він потрапив під вплив класицизму, ідеї що мистецтво має відображати роботи давнини, і таким чином продовжуючи їхній успіх. Він так і не зміг подолати цей вплив.
Щедрин повертається в Санкт-Петербург в 1776 і стає професором пейзажного живопису в Академії Мистецтв. Він був призначений малювати види палаців і парків Катерини II, які призвели до виникнення таких робіт як Вид острова Великого ставу в Царськосільських садах (1777), Вид Великого ставу в Царскосільських садах (1777), Сільський двір в Царському Селі (1777). Після 1780 Щедрин бере участь в реставрації творів Ермітажу і в 1799 він очолює новий клас пейзажного живопису. Кульмінаційний момент його кар'єри був у 1790 роках. Найвідоміші його роботи цього періоду це види парків та палаців в Павловську, Гатчині і Петергофі: The Mill and the Peel Tower at Pavlovsk (1792), Вид Гатчинського Палацу з Срібного Озера (1798), Вид Гатчинського Палацу з Довгого острова (1798), кам'яний міст в Гатчини (1799—1801), Вид Каменноостровського Палацу через Велику Невку з боку Строгоновсого берега (1803). Композиція всіх його робіт однакова і відповідає правилам академічного класицизму.